# 2022년 4대륙 피겨스케이팅 선수권 대회
'2022년 4대륙 피겨스케이팅 선수권 대회(2022 Four Contients Figure Skating Championships)는 2022년 1월 17일부터 1월 22일까지 중국 텐진시에서 열릴 예정이다.
4대륙은 아메리카, 아시아, 아프리카, 오세아니아를 이룬다.